# Premio Polaris
El Premio Polaris es la más alta condecoración asociada con la aviación civil, otorgado por la Federación Internacional de Asociaciones de Pilotos de Líneas Aéreas (IFALPA) a las tripulaciones de aerolíneas en reconocimiento por actos de habilidad aérea excepcional , acción heroica o una combinación de estos dos atributos. En casos extraordinarios, los pasajeros también pueden obtener este premio por su heroísmo. Estos premios no se otorgan todos los años, pero se presentan en la conferencia anual de IFALPA.

## Premios otorgados
| Año  | Capitán                               | Primer Oficial          | Otro tripulante del vuelo                           | Accidente                                     | Circunstancia                                                                                 |
| ---- | ------------------------------------- | ----------------------- | --------------------------------------------------- | --------------------------------------------- | --------------------------------------------------------------------------------------------- |
| 1983 | Sr Donald W Usher                     | Sr Melvin E Windsor     | Desconocido                                         | Vuelo 90 de Air Florida                       | Tripulación del helicóptero de rescate                                                        |
| 1984 | Capitán Donald S Cameron              | Claude Ouimet           | Desconocido                                         | Vuelo 797 de Air Canada                       | Fuego en la cabina                                                                            |
| 1985 | Capitán J Gibson                      | G Lintner               | Ingeniero de vuelo: G Laurin                        | Vuelo 8 de Reeve Aleutian Airways             | Pérdida de hélice en pleno vuelo del L188 y controles de vuelo atascados                      |
| 1986 | Capitán Hani Galal                    | Imad Mounib             | Desconocido                                         | Vuelo 648 de EgyptAir                         | Secuestro                                                                                     |
| 1987 | Capitán M Takahama                    | Primer Oficial Y Sasaki | Ingeniero de vuelo H Fukuda                         | Vuelo 123 de Japan Airlines                   | Descompresión y pérdida de control                                                            |
| 1989 | Capitán R L Schornstheimer            | M L Tompkins            | Desconocido                                         | Vuelo 243 de Aloha Airlines                   | Descompresión Explosiva                                                                       |
| 1990 | Capitán Alfred C Haynes               | William Records         | Dudley Dvorak, Capitán Dennis E Fitch               | Vuelo 232 de United Airlines                  | Falla del motor, falla total del sistema hidráulico y de los controles de vuelo               |
| 1991 | Capitán A Grischenko                  |                         |                                                     | Chernobyl                                     | Piloto de helicóptero se cayó sobre el reactor para permitir que el cemento se caiga sobre él |
| 1992 | Capitán Stefan G Rasmussen            | Ulf Cedermark           |                                                     | Vuelo 751 de Scandinavian Airlines            | Doble falla del motor después del despegue                                                    |
| 1992 | Primer Oficial Alastair Atchison      |                         |                                                     | Vuelo 5390 de British Airways                 | Fallo de parabrisas                                                                           |
| 1992 | Capitán W C Query                     | Q E Haynes              |                                                     | Vuelo 2254 de Atlantic Southeast Airlines     | Colisión Aérea                                                                                |
| 1993 | Capitán C Justiniano                  |                         |                                                     |                                               | Secuestro, dos aterrizajes forzosos exitosos                                                  |
| 1996 | Capitán A Faria e Mello               |                         |                                                     |                                               | Piloto en silla de ruedas parapléjico                                                         |
| 1996 | Capitán B Dhellemme                   | Jean-Paul Borderie      | Alain Bossuat                                       | Vuelo 8969 de Air France                      | Secuestro                                                                                     |
| 1998 | Capitán L Abate                       | M Mekuria               |                                                     | Vuelo 961 de Ethiopian Airlines               | Secuestro, Amerizaje                                                                          |
| 1999 | Capitán U Khan                        | Querishi                |                                                     |                                               | Secuestro                                                                                     |
| 2000 | Capitán N Nagashima                   | Primer Oficial Ka Koga  |                                                     | Vuelo 61 de All Nippon Airways                | Secuestro                                                                                     |
| 2000 | Capitán J Yamauchi                    |                         |                                                     |                                               |                                                                                               |
| 2000 | Capitán T Higuchi                     |                         |                                                     |                                               |                                                                                               |
| 2000 | Capitán H Takagi                      |                         |                                                     |                                               |                                                                                               |
| 2000 | Capitán H Nishikata                   |                         |                                                     |                                               |                                                                                               |
| 2000 | Capitán Y Iwai                        | Mr D Sugama             |                                                     |                                               |                                                                                               |
| 2001 | Capitán William Hagan                 | Richard Webb            | Phil Watson                                         | Vuelo 2069 de British Airways                 | intento de secuestro por parte de una persona con ataque de paranoia                          |
| 2001 | Capitán Jason M Dahl                  | Leroy Homer             |                                                     | Vuelo 93 de United Airlines                   | Atentados del 11 de septiembre de 2001                                                        |
| 2001 | Capitán Victor Saracini               | Michael Horrocks        |                                                     | Vuelo 175 de United Airlines                  | Atentados del 11 de septiembre de 2001                                                        |
| 2001 | Capitán John Ogonowski                | Thomas McGuinness       |                                                     | Vuelo 11 de American Airlines                 | Atentados del 11 de septiembre de 2001                                                        |
| 2001 | Capitán Charles Burlingame            | David Charlesbois       |                                                     | Vuelo 77 de American Airlines                 | Atentados del 11 de septiembre de 2001                                                        |
| 2005 | Capitán Eric Gennotte                 | FO Steeve Michielsen    | FE Mario Rofail                                     | 2003 Baghdad DHL attempted shootdown incident | Perdida de todos los sistemas hidráulicos y controles                                         |
| 2005 | Capitán I Lyngmo                      | K M Andresen            |                                                     | Kato Air                                      | Ataque de Rayo, falla en el control del ascensor                                              |
| 2005 | Capitán S M Lian                      | K M Andresen            | Mr Odd Eriksen, Mr T Frantzen                       | Kato Air                                      | Secuestro                                                                                     |
| 2005 | Capitán J Kurka                       | M Turk                  |                                                     | Austrian Airlines                             | Fokker 70 2008 doble fallo de motores                                                         |
| 2008 | Capitán T Arnold                      | Daniel Perry            |                                                     | Nationwide Airlines                           | Perdida de motor (literal) en vuelo                                                           |
| 2009 | Capitán D McMillan                    | R Haverfield            |                                                     | Vuelo 2279 de Eagle Airways                   | Secuestro                                                                                     |
| 2010 | Capitán J Bartels                     | B Werninghaus           | P Tabac                                             | Vuelo 30 de Qantas                            | Explosión de una botella de oxígeno, despresurización rápida                                  |
| 2011 | Capitán Richard Champion de Crespigny | M Hicks                 | SO M Johnson, Capitán H Wubben, Capitán David Evans | Vuelo 32 de Qantas                            | Falla incontenible del motor                                                                  |
| 2014 | Capitán Malcolm Waters                | David Hayhoe            |                                                     | Vuelo 780 de Cathay Pacific                   | Combustible contaminado que provoca que el motor se atasque en el ajuste de empuje alto       |